# Jessica & Krystal
Jessica & Krystal là chương trình truyền hình thực tế Hàn Quốc phát trên kênh truyền hình cáp OnStyle có sự tham gia của cặp chị em ca sĩ nổi tiếng người Mỹ gốc Hàn Quốc là Jessica Jung và Krystal Jung.

## Bối cảnh
Jessica & Krystal cho người xem thấy cuộc sống sau ánh đèn sân khấu, tiết lộ cuộc sống đời thường thân thiết như bạn bè của hai chị em Jung Soo Yeon và Jung Soo Jung. Việc sử dụng tên tiếng Hàn Quốc của hai chị em với ngụ ý cho khán giả thấy được khía cạnh thân mật và riêng tư của hai người, thay vì hình tượng trên sân khấu là Jessica và Krystal.
CP Kim Ji Wook của kênh OnStyle tiết lộ "Một phần trong cuộc sống của hai em Jessica và Krystal sẽ được hé lộ. Chúng tôi sẽ đem đến cho các bạn nhiều điều thú vị để dự đoán về những câu chuyện xung quanh cuộc sống của họ

## Hé lộ
Các clip hé lộ được ra mắt trên kênh YouTube.
| Tựa đề    | Độ dài | Chính thức trên trang YouTube | Ghi chú                                 |
| --------- | ------ | ----------------------------- | --------------------------------------- |
| Teaser 1  | 00:20  | bởi On Style                  |                                         |
| Teaser 2  | 00:32  | bởi On Style                  | Học ngôn ngữ cơ thể của chị em nhà Jung |
| Teaser 3  | 00:15  | bởi On Style                  | Ngày 10 - Đếm ngược trước ngày chiếu    |
| Teaser 4  | 00:17  | bởi On Style                  | Ngày 9 - Đếm ngược trước ngày chiếu     |
| Teaser 5  | 00:21  | bởi On Style                  | Ngày 8 - Đếm ngược trước ngày chiếu     |
| Teaser 6  | 00:12  | bởi On Style                  | Ngày 7 - Đếm ngược trước ngày chiếu     |
| Teaser 7  | 00:18  | bởi On Style                  | Ngày 6 - Đếm ngược trước ngày chiếu     |
| Teaser 8  | 00:21  | bởi On Style                  | Ngày 5 - Đếm ngược trước ngày chiếu     |
| Teaser 9  | 00:16  | bởi On Style                  | Ngày 4 - Đếm ngược trước ngày chiếu     |
| Teaser 10 | 00:16  | bởi On Style                  | Ngày 3 - Đếm ngược trước ngày chiếu     |
| Teaser 11 | 00:27  | bởi On Style                  | Ngày 2 - Đếm ngược trước ngày chiếu     |
| Teaser 12 | 00:18  | bởi On Style                  | Ngày 1 - Đếm ngược trước ngày chiếu     |
| Tựa đề          | Độ dài | Chính thức trên trang YouTube | Ghi chú |
| --------------- | ------ | ----------------------------- | ------- |
| Tập 1 Xem trước | 00:43  | bởi On Style                  |         |
| Tập 2 Xem trước | 00:40  | bởi On Style                  |         |
| Tập 3 Xem trước | 00:39  | bởi On Style                  |         |
| Tập 4 Xem trước | 00:40  | bởi On Style                  |         |
| Tập 5 Xem trước | 00:35  | bởi On Style                  |         |

## Phản hồi
Jessica & Krystal đã đạt tỉ suất 4.6% xem trực tuyến trong tập 1, cao gấp 15 lần tí suất của chương trình chiếu cùng thời điểm trước đó.